# تری‌پلاتین تترانیترات
تری‌پلاتین تترانیترات(به انگلیسی: Triplatin tetranitrate) (rINN؛ همچنین با عنوان BBR3464 نیز شناخته می‌شود) یک داروی سایتوتوکسیک مبتنی بر پلاتین است که تحت آزمایش‌های بالینی برای درمان سرطان انسانی قرار گرفته‌است. این دارو با تشکیل ترکیبات اضافی با DNA سلولی، از رونویسی و تکثیر DNA جلوگیری کرده و در نتیجه موجب آپوپتوز سلول می‌شود. سایر داروهای ضدسرطانِ حاوی پلاتین شامل سیس‌پلاتین، کربوپلاتین و اگزالی‌پلاتین هستند.